# Adonisea clara
Adonisea clara är en fjärilsart som beskrevs av Emilio Berio 1986. Adonisea clara ingår i släktet Adonisea och familjen nattflyn. Inga underarter finns listade i Catalogue of Life.